# در انتظار ابرها
در انتظار ابرها (انگلیسی: Waiting for the Clouds) یک فیلم ترکیه‌ای به کارگردانی یشیم اوستااوغلو است که در سال ۲۰۰۳ منتشر شد.
این فیلم یکی از برگزیدگان جشنوارهٔ فیلم‌های بین‌المللی مونترال در سال ۲۰۰۴ بود.